# TGV Eurostar
TGV Eurostar – francuski, elektryczny zespół trakcyjny należący do rodziny pociągów TGV. Nazwa TGV Eurostar jest nazwą potoczną całej rodziny pociągów, każdy z zarządów kolejowych posiadających te składy używa własnych oznaczeń:
- TGV TMST – Trans Manche Super Train (fr. Super Pociąg obsługujący połączenie pod kanałem La Manche)
- Class 373

W nomenklaturze SNCF pociągi te są oznaczone jako klasa TGV 373000. Jest to trzecia generacja pociągów TGV zbudowanych przez firmę GEC Alstom, zbudowana w latach 1993–1995.

## Konstrukcja
Wyprodukowano dwa typy tych pociągów, według długości:
- pociągi TMST Three Capitals (393,7 m)
- pociągi TMST North of London (318,9 m)

Obydwa typy zawierają po dwie głowice napędowe (lokomotywy), na początku i końcu składu, i po dwa wagony z jednym wózkiem pędnym (wagony przy głowicach napędowych). Różnią się natomiast liczbą wagonów wspartych tylko na wózkach tocznych: 16 wagonów w wypadku typu Three Capitals, 12 wagonów w wypadku typu North of London.
Pociągi te mogą być zasilane napięciami: 750 V (w Wlk. Brytanii), 3 kV (w Belgii) i 25 kV (we Francji, w Belgii i w Wlk. Brytanii). Niektóre jednostki TMST Three Capitals zostały zmodyfikowane po wyprodukowaniu i mogą być zasilane napięciem 1500 V (we Francji). Po ukończeniu budowy nowej linii kolejowej High Speed 1 (znanej wcześniej pod nazwą Channel Tunnel Rail Link) z większości jednostek usunięto niepotrzebne urządzenia zapewniające zasilanie napięciem 750 V.

## Eksploatacja
| Seria        | Liczba | Numery    | Liczba członów | Właściciel | Użytkownik    |
| ------------ | ------ | --------- | -------------- | ---------- | ------------- |
| Class 373/1  | 22     | 3001–3022 | 10             | BR         | Eurostar      |
| Class 373/1  | 8      | 3101–3108 | 10             | SNCB       | Eurostar      |
| Class 373/1  | 32     | 3201–3232 | 10             | SNCF       | SNCF/Eurostar |
| Class 373/2  | 14     | 3301–3314 | 8              | BR’s NoL   | SNCF          |
| Sama głowica | 1      | 3999      | 1              |            | Eurostar      |

TGV Eurostar obsługuje głównie połączenia Londyn St. Pancras – Bruksela Midi/Zuid i Londyn St. Pancras – Paryż Gare du Nord (stacje pośrednie dla wybranych połączeń: Lille Europe, Ashford International, Calais-Fréthun, Ebbsfleet International).
TGV Eurostar obsługuje również połączenia Londyn St. Pancras – Marne La Valée (raz dziennie) i weekendowe połączenia sezonowe z dworca Londyn St. Pancras do Bourg-Saint-Maurice (zimą) i Awinionu (latem).
Pociągi pokonują kanał La Manche korzystając z Eurotunelu. Poza tym tunelem, pociągi korzystają na znacznej części trasy z linii kolei dużych prędkości LGV Nord, LGV 1 i High Speed 1 (osiągając szybkość 300 km/godz.).
Przewoźnikiem dla powyższych połączeń jest Eurostar.
Niektóre ze składów (w tym wszystkie składy TMST North of London) nie obsługują aktualnie połączeń międzynarodowych, tylko połączenia pomiędzy miastami we Francji; większość z tych połączeń korzysta z LGV Nord. W tym wypadku przewoźnikiem jest SNCF.